# رامسایا
رامسایا نام جانداری از تیره وامبت های غول پیکر بوده است وزنی در حدود ۱۰۰ کیلوگرم داشتهرامسایا ها در اواخر دوران  پلیستوسن منقرض شدند.این جانور عظیم الجثه در اواخر دوره پلیستوسن با ورود انسان به استرالیا منقرض شد.